# Umlage U2
Die deutsche Umlage U2 – Mutterschaft ist ein Verfahren für Arbeitgeber zum Ausgleich der finanziellen Belastungen aus dem Mutterschutz. Die Arbeitgeber erhalten durch dieses Ausgleichsverfahren alle nach dem Mutterschutzgesetz zu zahlenden Bezüge von der für die Arbeitnehmerin zuständigen Krankenkasse erstattet. Dazu werden von allen Arbeitgebern Beiträge – die Umlage – erhoben. Rechtsgrundlage ist das Gesetz über den Ausgleich der Arbeitgeberaufwendungen für Entgeltfortzahlung (§ 7 AAG). Die Umlage U2 ist seit dem 1. Januar 2006 für alle Arbeitgeber Pflicht. Zuvor waren größere Arbeitgeber von Beitragszahlung und Leistungen ausgeschlossen.
Am Verfahren nehmen alle Arbeitnehmer teil, auch Auszubildende und privat versicherte Arbeitnehmer.

## Leistungen
Aus dem U2-Verfahren erhalten Arbeitgeber 100 % der Entgeltfortzahlung bei individuellen und generellen Beschäftigungsverboten sowie 100 % der darauf entfallenden Arbeitgeberanteile zum Gesamtsozialversicherungsbeitrag von der für die Arbeitnehmerin zuständigen Krankenkasse erstattet. Außerdem erhalten sie während der Mutterschutzfrist (grundsätzlich 6 Wochen vor der Geburt und 8 Wochen nach der Geburt) den von ihnen ausgezahlten Zuschuss zum Mutterschaftsgeld in voller Höhe erstattet. Die Satzungen der Krankenkassen dürfen Regelungen zur pauschalierten Erstattung der Arbeitgeberanteile vorsehen. Eine Beschränkung der Erstattung wie im U1-Verfahren ist den Krankenkassen nicht erlaubt.

## Umlagebeiträge
Die Höhe der Umlage wird von jeder Krankenkasse durch ihre Satzung in einem Prozentsatz des Entgelts (Umlagesatz) festgesetzt. Der Umlagesatz ist also je nach Krankenkasse verschieden. Die Berechnung der Umlagebeiträge erfolgt vom Bruttoarbeitsentgelt bis zur Beitragsbemessungsgrenze in der gesetzlichen Rentenversicherung außer von einmalig gezahltem Arbeitsentgelt. Die Entgelte werden mit den Gesamtsozialversicherungsbeiträgen nachgewiesen und mit ihnen auch fällig. Die Umlage ist vom Arbeitgeber alleine zu tragen. 2019 liegen die Beitragssätze zwischen 0,14 % und 0,88 %.

## Hintergrund
Durch eine Auflage des Bundesverfassungsgerichts war der Gesetzgeber verpflichtet, bis zum 31. Dezember 2005 die Auferlegung von Lasten auf Arbeitgeber zugunsten von Müttern neu zu regeln. Das Gericht hatte beanstandet, dass durch die frühere Nichteinbeziehung von mittleren und großen Unternehmen in das Umlageverfahren die Gefahr bestünde, dass diese Unternehmen wegen möglicher Aufwendungen für den Arbeitgeberzuschuss zum Mutterschaftsgeld nach § 14 MuSchG weniger Frauen einstellten.

## Nachweise
1. ↑  Häufig gestellte Fragen zum Umlage- und Erstattungsverfahren U2. BKK Landesverband Mitte, abgerufen am 1. September 2017: „U2 ist die Umlage bei Schwangerschaft und Mutterschaft und betrifft alle Arbeitnehmer und Azubis eines umlagepflichtigen Arbeitgebers. […] Arbeitnehmerinnen werden durch das Mutterschutzgesetz (MuSchG) vollumfänglich geschützt, unabhängig von der Mitgliedschaft in einer gesetzlichen Krankenversicherung.“
2. ↑  Paul-J. Jansing: Mutterschutz und Lohnfortzahlung: Auswirkungen von Arbeitsunfähigkeit und mutterschutzrechtlichen Beschäftigungsverboten für betroffene Frauen und Arbeitgeber. (PDF) 2006, abgerufen am 9. August 2016 (ISSN 1861-6704).
3. ↑  Beschluss des Bundesverfassungsgerichts vom 18. November 2003 - 1 BvR 302/96